# Million Manhoef
Million Manhoef (Beemster, Países Bajos, 3 de enero de 2002) es un futbolista neerlandés que juega como delantero en el Stoke City F. C. de la EFL Championship.

## Selección nacional
Nacido en los Países Bajos, es de ascendencia surinamesa e indonesia. Es internacional juvenil con los Países Bajos.

## Estadísticas

### Clubes
Actualizado al último partido disputado el 29 de octubre de 2024.
| Club                            | Div.          | Temporada     | Liga  | Liga  | Liga   | Copas nacionales | Copas nacionales | Copas nacionales | Copas internacionales | Copas internacionales | Copas internacionales | Total | Total | Total  |
| Club                            | Div.          | Temporada     | Part. | Goles | Asist. | Part.            | Goles            | Asist.           | Part.                 | Goles                 | Asist.                | Part. | Goles | Asist. |
| ------------------------------- | ------------- | ------------- | ----- | ----- | ------ | ---------------- | ---------------- | ---------------- | --------------------- | --------------------- | --------------------- | ----- | ----- | ------ |
| S. B. V. Vitesse · Países Bajos | 1.ª           | 2020-21       | 11    | 0     | 1      | 2                | 1                | 0                | —                     | —                     | —                     | 13    | 1     | 1      |
| S. B. V. Vitesse · Países Bajos | 1.ª           | 2021-22       | 15    | 2     | 5      | 1                | 0                | 0                | 4                     | 0                     | 1                     | 20    | 2     | 6      |
| S. B. V. Vitesse · Países Bajos | 1.ª           | 2022-23       | 33    | 9     | 5      | 1                | 0                | 1                | —                     | —                     | —                     | 34    | 9     | 6      |
| S. B. V. Vitesse · Países Bajos | 1.ª           | 2023-24       | 18    | 4     | 0      | 3                | 0                | 1                | —                     | —                     | —                     | 21    | 4     | 1      |
| S. B. V. Vitesse · Países Bajos | Total club    | Total club    | 77    | 15    | 11     | 7                | 1                | 2                | 4                     | 0                     | 1                     | 88    | 16    | 14     |
| Stoke City F. C. Inglaterra     | 2.ª           | 2023-24       | 14    | 4     | 1      | —                | —                | —                | —                     | —                     | —                     | 14    | 4     | 1      |
| Stoke City F. C. Inglaterra     | 1.ª           | 2024-25       | 11    | 2     | 2      | 4                | 2                | 0                | —                     | —                     | —                     | 15    | 4     | 2      |
| Stoke City F. C. Inglaterra     | Total club    | Total club    | 25    | 6     | 3      | 4                | 2                | 0                | 0                     | 0                     | 0                     | 29    | 8     | 3      |
| Total carrera                   | Total carrera | Total carrera | 102   | 21    | 14     | 11               | 3                | 2                | 4                     | 0                     | 1                     | 117   | 24    | 17     |